# Binomisches Integral
Ein binomisches Integral ist ein Integral der Form:
{\displaystyle \int x^{m}\left(ax^{n}+b\right)^{p}\,\mathrm {d} x}
, wobei {\displaystyle m,\ n,\ p} rationale Zahlen sind und {\displaystyle a\neq 0,n\neq 0}.
Der Satz von Tschebyschow macht nun eine Aussage, wann ein binomisches Integral elementar integrierbar ist. Elementar integrierbar bedeutet, dass das Integral mit Hilfe einer Stammfunktion bestimmt werden kann.

## Satz von Tschebyschow

### Aussage
Ein binomisches Integral ist elementar integrierbar genau dann, wenn mindestens eine der Zahlen {\displaystyle \textstyle p,\ {\frac {m+1}{n}}} bzw. {\displaystyle \textstyle {\frac {m+1}{n}}+p} ganz ist.
Ist die Funktion elementar integrierbar, so lässt sich in folgenden drei Fällen die Stammfunktion bestimmen:
1. {\displaystyle p\in \mathbb {Z} } mit der Substitution {\displaystyle x=t^{q}} wobei q der Hauptnenner von m und n ist
2. {\displaystyle {\frac {m+1}{n}}\in \mathbb {Z} } mit der Substitution {\displaystyle t^{q}=ax^{n}+b} wobei q der Nenner von p ist
3. {\displaystyle {\frac {m+1}{n}}+p\in \mathbb {Z} } mit der Substitution {\displaystyle t^{q}={\frac {ax^{n}+b}{x^{n}}}} wobei q der Nenner von p ist.

### Beispiele
1. Beispiel
{\displaystyle {\begin{aligned}&\int {\frac {1}{\sqrt {1+x^{4}}}}\,\mathrm {d} x=\int x^{0}\left(1\cdot x^{4}+1\right)^{-{\frac {1}{2}}}\,\mathrm {d} x\\\Rightarrow &m=0,\ n=4,\ p=-{\frac {1}{2}}\\\Rightarrow &p=-{\frac {1}{2}}\notin \mathbb {Z} ,\ {\frac {m+1}{n}}={\frac {0+1}{4}}={\frac {1}{4}}\notin \mathbb {Z} ,\ {\frac {m+1}{n}}+p={\frac {0+1}{4}}-{\frac {1}{2}}=-{\frac {1}{4}}\notin \mathbb {Z} \end{aligned}}}
Somit ist {\displaystyle \textstyle {\frac {1}{\sqrt {1+x^{4}}}}} nicht elementar integrierbar.
2. Beispiel
{\displaystyle {\begin{aligned}&\int {\sqrt[{3}]{x}}{\sqrt[{3}]{\left(x+1\right)^{2}}}\,\mathrm {d} x=\int x^{\frac {1}{3}}\left(1\cdot x^{1}+1\right)^{\frac {2}{3}}\,\mathrm {d} x\\\Rightarrow &m={\frac {1}{3}},\ n=1,\ p={\frac {2}{3}}\\\Rightarrow &p={\frac {2}{3}}\notin \mathbb {Z} ,\ {\frac {m+1}{n}}={\frac {{\frac {1}{3}}+1}{1}}={\frac {4}{3}}\notin \mathbb {Z} ,\ {\frac {m+1}{n}}+p={\frac {{\frac {1}{3}}+1}{1}}+{\frac {2}{3}}=2\in \mathbb {Z} \end{aligned}}}
Also ist {\displaystyle \textstyle {\sqrt[{3}]{x}}{\sqrt[{3}]{\left(x+1\right)^{2}}}} elementar integrierbar.

## Quelle
- binomisches Integral. In: Guido Walz (Hrsg.): Lexikon der Mathematik. 1. Auflage. Spektrum Akademischer Verlag, Mannheim/Heidelberg 2000, ISBN 3-8274-0439-8.